# Asystasia hispida
Asystasia hispida är en akantusväxtart som beskrevs av Imlay. Asystasia hispida ingår i släktet Asystasia och familjen akantusväxter. Inga underarter finns listade i Catalogue of Life.